# Кривцово (Болховский район)
Кривцово — село в Болховском районе Орловской области. Входит в состав Багриновского сельского поселения.  Населённый пункт воинской доблести (05.05.2015).
Расположено примерно в 1 км к востоку от большого села Фатнево.
Неподалеку от деревни расположен мемориальный комплекс «Кривцовский мемориал».
Около деревни похоронен советский учёный Юрий Васильевич Кондратюк.